# Reloj Corpus

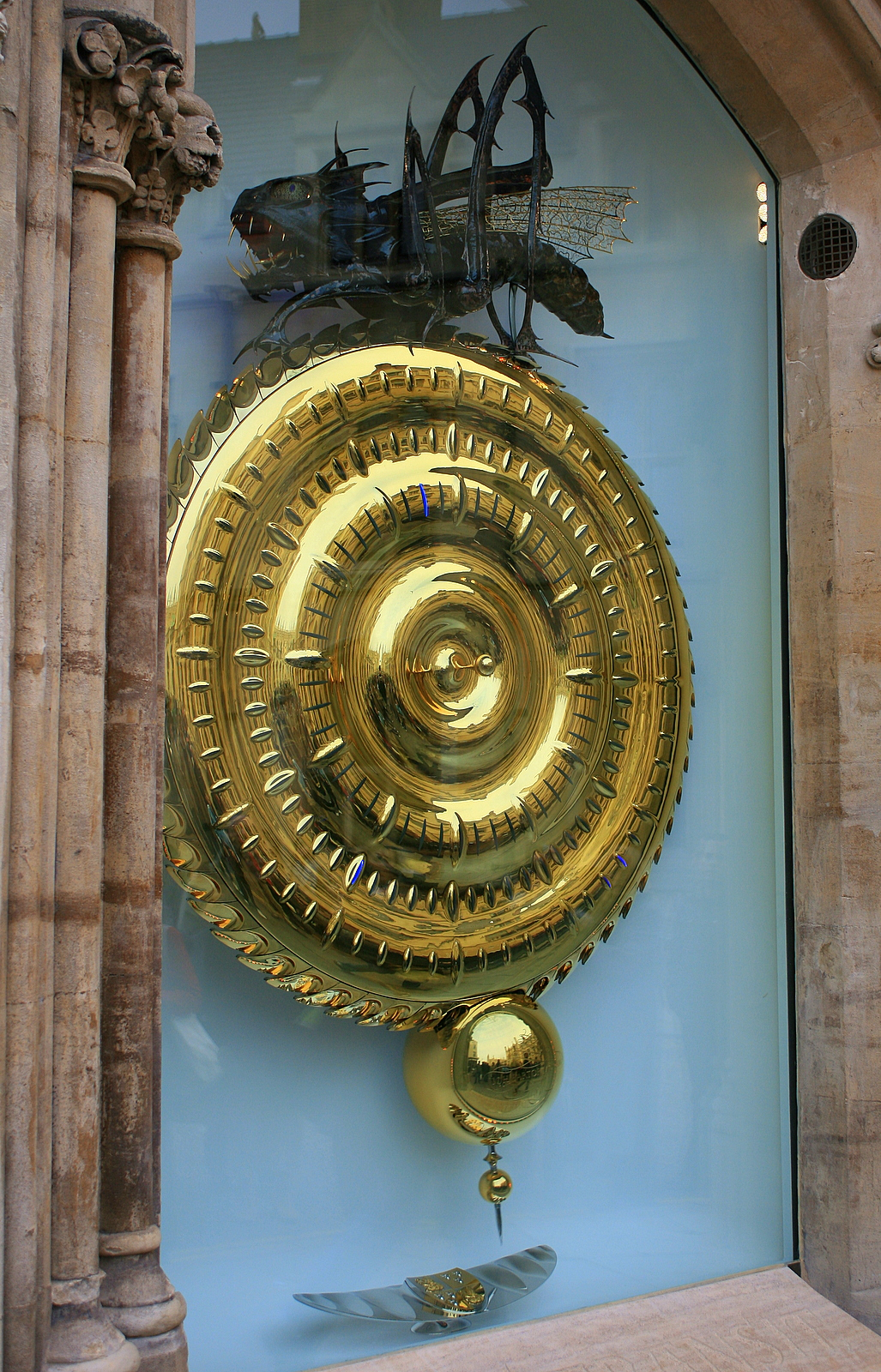
El Reloj Corpus en el Colegio Corpus Christi, Cambridge, Universidad de Cambridge

El reloj Corpus es un gran reloj escultural, situado a la altura de los peatones en una vitrina situada en el exterior de la Biblioteca Taylor del Colegio Corpus Cristi de la Universidad de Cambridge (Inglaterra), en la esquina de Bene't Street y Trumpington Street, dando hacia King's Parade. Fue ideado y financiado por John C. Taylor, un antiguo miembro del colegio.
Se inauguró el 19 de septiembre de 2008, en una ceremonia.
El reloj fue uno de los mejores inventos de Time del 2008. También aparece en la película Hindú Paa y en el video asociado Mudi Mudi.

## Apariencia
La cara del reloj es un disco de acero inoxidable chapado con oro de 24 quilates, de alrededor 1.5 metros de diámetro. No tiene manecillas ni números, sino que despliega el tiempo al abrir hendiduras individuales en la cara del reloj retroiluminada con LEDs azules; estas hendiduras están distribuidas en tres anillos concéntricos que despliegan las horas, los minutos y los segundos.
La característica visual dominante del reloj es la escultura de un insecto metálico devorador de apariencia siniestra similar a un saltamontes o langosta. La escultura es realmente el escape. Taylor llama a esta bestia el Cronófago (literalmente “come tiempo”, del griego χρόνος [cronos] tiempo, y φάγω [phago] comer). Mueve su boca aparentando “comer” los segundos conforme pasan y ocasionalmente “parpadea” en aparente satisfacción. El movimiento constante de la criatura produce un misterioso sonido pulverizante que encaja con su tarea. La hora es tañida por el sonido de una cadena rechinando adentro de un pequeño ataúd de madera escondido detrás del reloj.
Debajo del reloj hay una inscripción de 1a Juan 2:17 de la Vulgata: mundus transit et concupiscentia eius ("el mundo pasa, y sus deseos").
El reloj es completamente certero solo una vez cada cinco minutos. El resto del tiempo, el péndulo parece acelerarse o detenerse y las luces pueden alentarse y luego correr para adelantarse. De acuerdo con Taylor, este movimiento errático refleja la “irregularidad” de la vida.
Concebido como trabajo de arte público, el Cronófago recuerda a los espectadores, de una forma dramática, acerca del inevitable paso del tiempo. Taylor deliberadamente lo diseñó para ser “aterrador”: "Básicamente no veo al tiempo de tu lado. Se comerá cada minuto de tu vida y tan pronto como uno se ha ido, se está saboreando al siguiente." Otros lo han descrito como “hipnóticamente hermoso y profundamente inquietante ".

## Mecanismos del Reloj
El Reloj Corpus es un producto de fabricación mecánica tradicional. Presenta el escape de saltamontes más grande del mundo, un mecanismo de baja fricción para convertir el movimiento del péndulo en movimiento rotativo. El escape de saltamontes fue un invento del renombrado fabricante de relojes del siglo dieciocho John Harrison, y Taylor intentó que el Reloj Corpus fuera un homenaje al trabajo de Harrison. Como "nadie sabe cómo funciona una rueda de escape en forma de saltamontes", Taylor "decidió voltear el reloj" para que el escape y la rueda de escape que gira, fuera la característica definitiva del reloj.
El mecanismo del Reloj Corpus es controlado mecánicamente por completo, sin ninguna programación computacional de reloj digital y la electricidad es usada sólo para alimentar un motor eléctrico que detiene el mecanismo y para encender los LEDs azules que brillan detrás del frontal del reloj. El reloj tiene muchas características inesperadas e innovadoras; por ejemplo, el péndulo se detiene brevemente aparentemente en intervalos irregulares y el Cronófago mueve su boca y parpadea. Taylor lo explica como sigue:

Los párpados dorados pasan por el ojo y desaparecen de nuevo en un instante, si no estás observando cuidadosamente ni siquiera lo notas... A veces incluso verás dos parpadeos en rápida sucesión. El parpadeo es realizado por un resorte escondido controlado con la mejor tradición de los fabricantes de relojes en Londres del siglo diecisiete. El resorte está enrollado dentro de un espacio que se puede ver montado en el engrane grande visiblemente saliendo en la parte baja del mecanismo. Conforme el enorme péndulo debajo del reloj mece al Cronófago mientras pisa la rueda de escape, cada movimiento hacia adelante y atrás es usado por embragues para detener el resorte. Un muelle de posición previene al resorte de sobrevolar y sin embargo permite que el resorte esté listo en un instante para conducir el parpadeo. El mecanismo es lanzado por un engrane con espacios al azar para que el parpadeo tome lugar en cualquier posición en el movimiento de aquí para allá del péndulo. Otro mecanismo de engranes escoge uno o dos parpadeos mientras el apagador de aire en la parte alta del tren de engranaje detiene la acción a un paso realista.
Se espera que el Reloj Corpus sea capaz de funcionar adecuadamente por lo menos doscientos años.
En la práctica, no obstante, se detuvo tres veces durante el primer mes de su operación.

## Fondos y realización
Taylor invirtió cinco años y £1 millón en el proyecto del Reloj Corpus, y doscientos personas, incluyendo ingenieros, escultores, científicos, joyeros y calígrafos que estuvieron involucrados. El mecanismo incorpora seis nuevos inventos, el disco ondulatorio chapado en oro hecho por Moldeado Explosivo – usando una carga explosiva para imprimir una delgada hoja de acero inoxidable sobre un molde sumergido en un “instituto secreto de investigación militar en Holanda." Stewart Huxley fue el ingeniero diseñador. El escultor Matthew Sanderson modeló el Cronófago. La retícula o disco de medición para el Reloj Corpus fue diseñado y creado por Alan Meeks de Visitech Design. Fue hecho en aluminio y plata antes de ser chapado con oro y rodio.